# Айріне Пальшите
Айріне Пальшите (лит. Airinė Palšytė, нар. 13 липня 1992, Каунас, Литва) — литовська легкоатлетка, стрибунка у висоту. Чемпіон Європи зі стрибків у висоту в приміщенні 2017 року.

## Життєпис
Айріни Пальшите народилася у 1992 році у Каунасі. У 1998 році пішла до школи Сімоно Станевічауса у Вільнюсі. З 2006 по 2010 рік вчилася в гімназії Жемини. 2010 року почала вивчати менеджмент ділової інформації у Вільнюському університеті. Тут же продовжила навчання на магістерській програмі на економічному факультеті (маркетинг та інтегровані комунікації).

## Спортивна кар'єра
На чемпіонаті Литви з легкої атлетики 2008 року Пальшите зайняла друге місце зі стрибків у висоту. Це стало її першою медаллю на дорослих змаганнях. А у 2010 році вона уже зайняла перше місце, ставши чемпіонкою Литви.
Її найкращим особистим результатом є висота 2,01 м, яку вона підкорила 4 березня 2017 року на Чемпіонаті Європи з легкої атлетики в приміщенні 2017. Цей результат став також національним рекордом Литви. Найкращим результатом поза приміщеннями є 1,98 м, який вона підкорила в липні та серпні 2014 року.
Вона також представляла Литву на літніх Олімпійських іграх у 2012, 2016, 2020 та 2024 роках.